# Дасаево
Дасаево — деревня в составе  Аксёльского сельского поселения Темниковского района Республики Мордовия.

## География
Находится на расстоянии примерно 11 километров на юго-восток от районного центра города Темников.

## История
Упоминается с 1866 года, когда она была учтена как владельческое сельцо Темниковского уезда из 31 двора, название по фамилии бывших владельцев-служилых татар Дасаевых.

## Население
Постоянное население составляло 63 человека (русские 73%) в 2002 году, 53 в 2010 году .